# Hadigny-les-Verrières
Hadigny-les-Verrières est une commune française située dans le département des Vosges, en région Grand Est.

## Géographie

### Localisation

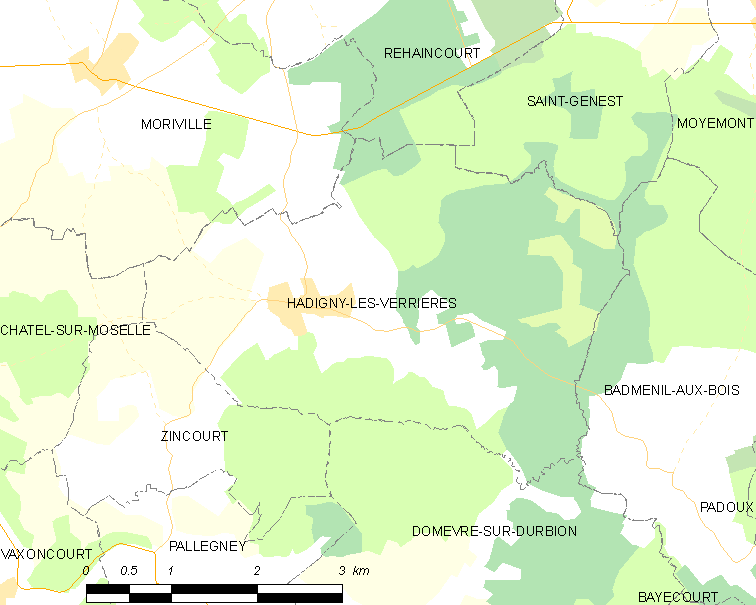
Situation géographique d'Hadigny-les-Verrières.

Hadigny-les-Verrières est une commune rurale à l'écart des grands axes de circulation, à 20 km au nord d'Épinal. Par la route, Rambervillers est à 16 km à l'est-nord-est et Charmes à 17 km à l'ouest-nord-ouest.
| Moriville          | Rehaincourt           | Saint-Genest        |
| Châtel-sur-Moselle | Hadigny-les-Verrières | Badménil-aux-Bois   |
| Zincourt           |                       | Domèvre-sur-Durbion |

### Géologie et relief

#### Sismicité
Commune située dans une zone de sismicité faible.

### Hydrographie et les eaux souterraines
Hydrogéologie et climatologie : Système d’information pour la gestion des eaux souterraines du bassin Rhin-Meuse :
Territoire communal : Occupation du sol (Corinne Land Cover); Cours d'eau (BD Carthage),
Géologie : Carte géologique; Coupes géologiques et techniques,
 Hydrogéologie : Masses d'eau souterraine; BD Lisa; Cartes piézométriques.
La commune est située dans le bassin versant du Rhin au sein du bassin Rhin-Meuse. Elle est drainée par le ruisseau d'Onzaines et le Grand Ruisseau,.
Le ruisseau d'Onzaines, d'une longueur totale de 11 km, prend sa source dans la commune de Saint-Genest et se jette dans le Durbion à Domèvre-sur-Durbion, après avoir traversé quatre communes.

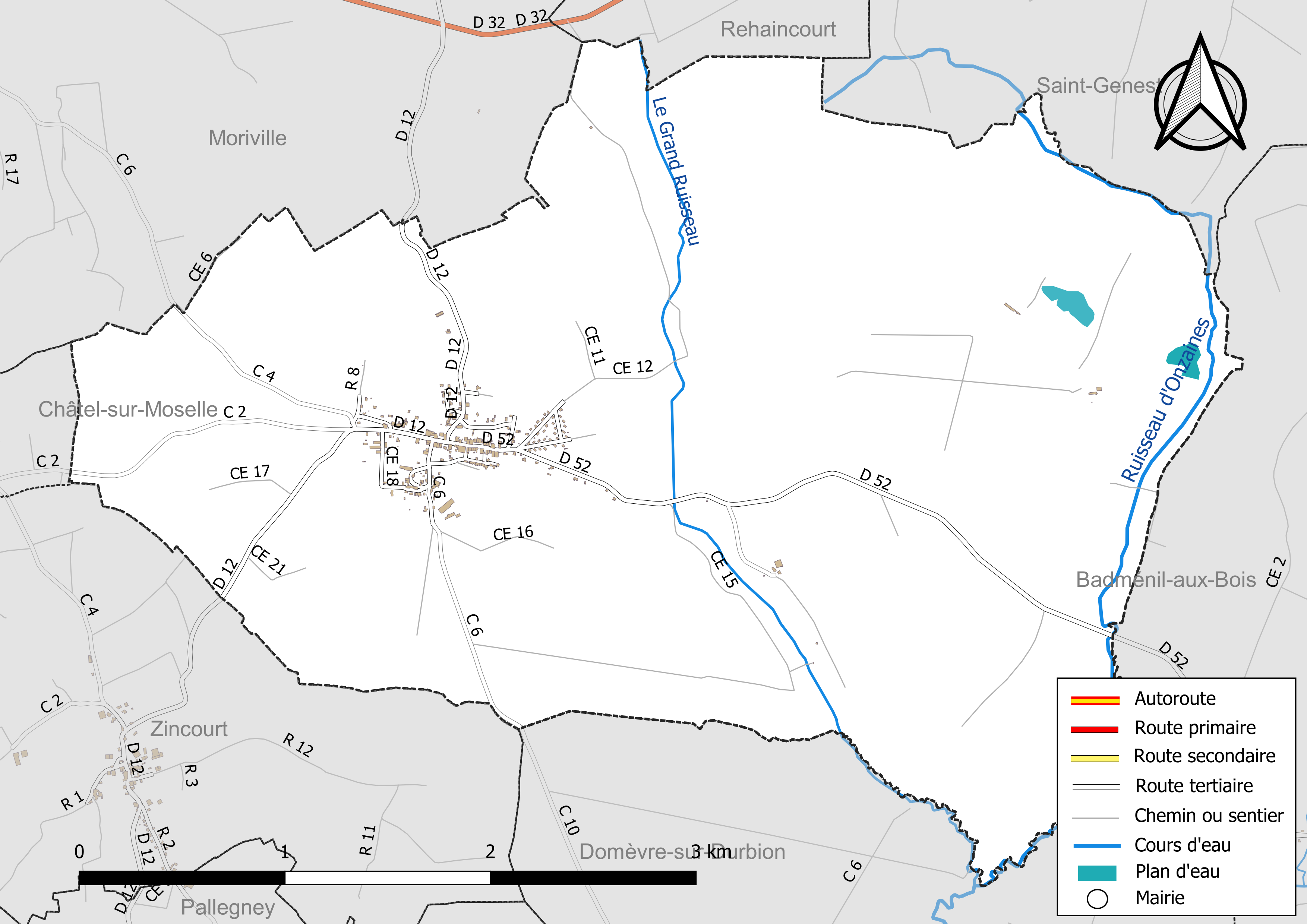
Réseaux hydrographique et routier d'Hadigny-les-Verrières.

La qualité des eaux de baignade et des cours d’eau peut être consultée sur un site dédié géré par les agences de l’eau et l’Agence française pour la biodiversité.

### Climat
Pour des articles plus généraux, voir Climat du Grand Est et Climat des Vosges.
En 2010, le climat de la commune est de type climat de montagne, selon une étude du Centre national de la recherche scientifique s'appuyant sur une série de données couvrant la période 1971-2000. En 2020, Météo-France publie une typologie des climats de la France métropolitaine dans laquelle la commune est exposée à un climat semi-continental et est dans la région climatique  Lorraine, plateau de Langres, Morvan, caractérisée par un hiver rude (1,5 °C), des vents modérés et des brouillards fréquents en automne et hiver. 
Pour la période 1971-2000, la température annuelle moyenne est de 9,3 °C, avec une amplitude thermique annuelle de 17 °C. Le cumul annuel moyen de précipitations est de 912 mm, avec 12,7 jours de précipitations en janvier et 9,9 jours en juillet. Pour la période 1991-2020, la température moyenne annuelle observée sur la station météorologique de Météo-France la plus proche, « Épinal », sur la commune de Dogneville à 11 km à vol d'oiseau, est de 10,3 °C et le cumul annuel moyen de précipitations est de 907,0 mm. 
La température maximale relevée sur cette station est de 39,3 °C, atteinte le 25 juillet 2019 ; la température minimale est de −18,9 °C, atteinte le 12 janvier 1987,,. 
Les paramètres climatiques de la commune ont été estimés pour le milieu du siècle (2041-2070) selon différents scénarios d'émission de gaz à effet de serre à partir des nouvelles projections climatiques de référence DRIAS-2020. Ils sont consultables sur un site dédié publié par Météo-France en novembre 2022.

## Urbanisme

### Typologie
Au 1er janvier 2024, Hadigny-les-Verrières est catégorisée commune rurale à habitat dispersé, selon la nouvelle grille communale de densité à sept niveaux définie par l'Insee en 2022.
Elle est située hors unité urbaine. Par ailleurs la commune fait partie de l'aire d'attraction d'Épinal, dont elle est une commune de la couronne,. Cette aire, qui regroupe 118 communes, est catégorisée dans les aires de 50 000 à moins de 200 000 habitants,.

### Occupation des sols
L'occupation des sols de la commune, telle qu'elle ressort de la base de données européenne d’occupation biophysique des sols Corine Land Cover (CLC), est marquée par l'importance des forêts et milieux semi-naturels (61,4 % en 2018), une proportion identique à celle de 1990 (61,4 %). La répartition détaillée en 2018 est la suivante : 
forêts (54,3 %), prairies (26,6 %), terres arables (9,4 %), milieux à végétation arbustive et/ou herbacée (7,1 %), zones urbanisées (2,6 %). L'évolution de l’occupation des sols de la commune et de ses infrastructures peut être observée sur les différentes représentations cartographiques du territoire : la carte de Cassini (XVIIIe siècle), la carte d'état-major (1820-1866) et les cartes ou photos aériennes de l'IGN pour la période actuelle (1950 à aujourd'hui).

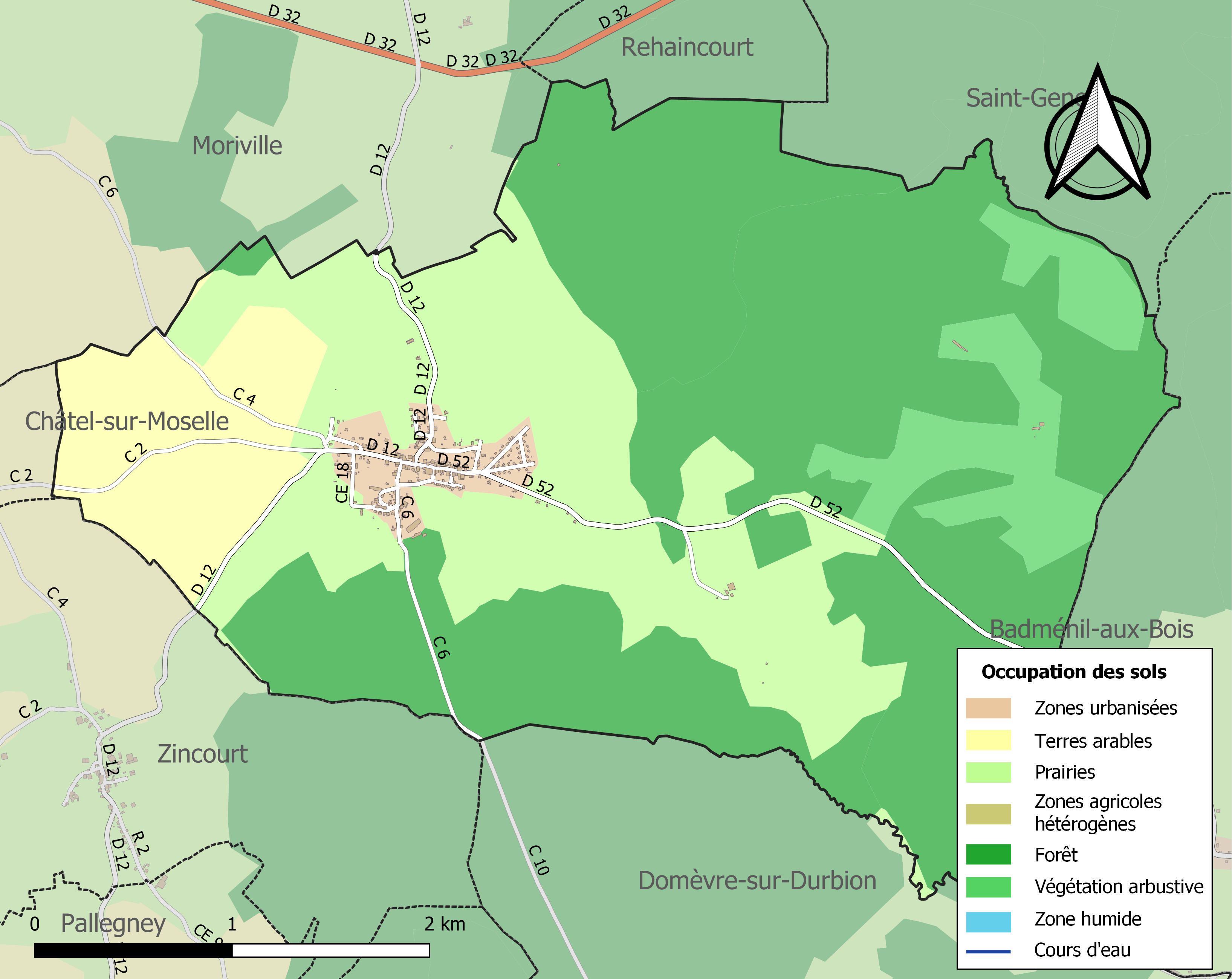
Carte des infrastructures et de l'occupation des sols de la commune en 2018 (CLC).

## Toponymie
Le nom de la localité est attesté sous les formes De Haddinedis (Xe siècle) ; « Via rectior magisque trita Hardiniacensi petens forum de Murini villa » (1134) ; ? Sacerdotis de Haldiniaco (1147) ; Hatigney (1272) ; Hatigny (1276) ; Hatengney (1278) ; Hattigney (1281) ; Pierres de Heideigneix (1304) ; Hadegney (1431) ; Haddegney (1449) ; Hadigny (1475) ; Hadigney (1495) ; Hedigney (1509) ; Haidigney (1534) ; Herdegney (1540) ; Haidegney (1576) ; Hardigny (XVIe siècle) ; Hardigney (1656).

Hadigny est rattachée à celle de Les Verrières-Douzaines en 1843 pour former la commune de Hadigny-les-Verrières. Les Verrières tirent leur nom des verreries qui existaient au XVIIIe siècle dans le canton d'Onzaines.
« Les Grandes-Verrières » est le nom d'une ancienne ferme de la commune.

## Histoire
Vers 1272, une bataille opposa les troupes du duc Ferry III de Lorraine et celles de l'évêque de Metz, qui fut capturé à Hadigny. Le nom du village, Hatigney, est attesté dès 1272 et celui de Verrières d’Onzaines en 1572.
Cette petite bourgade a toujours été sous la dépendance de la citadelle de Châtel-sur-Moselle. Au centre du village se situent d'ailleurs les derniers vestiges d'une tour qui fut l'un des postes avancés de la place-forte de Châtel-sur-Moselle, primitivement fief des ducs de Bourgogne implanté en terre lorraine.
Le château fut détruit en 1635 sur ordre de Richelieu. Il appartenait alors à la famille des Pilliers, célèbre par sa piété et sa bienfaisance, et par sa fidélité à la Maison de Lorraine. Il ne subsiste de cette forteresse que deux tourelles, six petites cellules et une chapelle.
Le duc Charles IV de Lorraine se réfugia d'abord à Hadigny lors des épilogues de l'invasion française de 1670.
Hadigny était qualifié de haute justice. Un incendie consuma le village le 26 avril 1780. Hadigny dépendait du bailliage de Châtel depuis 1698. Au spirituel, la commune était annexe de la paroisse de Moriville.
De 1790 à l’an X, Hadigny a fait partie du canton de Domèvre-sur-Durbion.
La commune est née officiellement le 24 juillet 1843 de la fusion des anciennes communes d'Hadigny et des Verrières-Douzaines (parfois Les Verrières-d'Onzaine, qui existaient avant la Révolution).
L'église, dont la nef a été reconstruite en 1826, possède un chœur très ancien : on y a découvert des souterrains, un tombeau, une belle statue en pierre représentant un chevalier armé de toutes pièces et deux bustes.

## Politique et administration
| Période                                  | Période                         | Identité               | Étiquette | Qualité                                                                                     |
| ---------------------------------------- | ------------------------------- | ---------------------- | --------- | ------------------------------------------------------------------------------------------- |
| Les données manquantes sont à compléter. |                                 |                        |           |                                                                                             |
| 1968                                     | 1988                            | Jean-Marie Deschaseaux |           |                                                                                             |
| avant 2001                               | mars 2008                       | François Thomas        |           |                                                                                             |
| juin 2008                                | septembre 2019                  | Noël Trouy             |           | Agriculteur. Démissionnaire en juin 2016, réélu le mois suivant. Décédé en cours de mandat. |
| novembre 2019                            | En cours (au 14 déctembre 2019) | Thierry Soler          |           |                                                                                             |

### Budget et fiscalité 2022

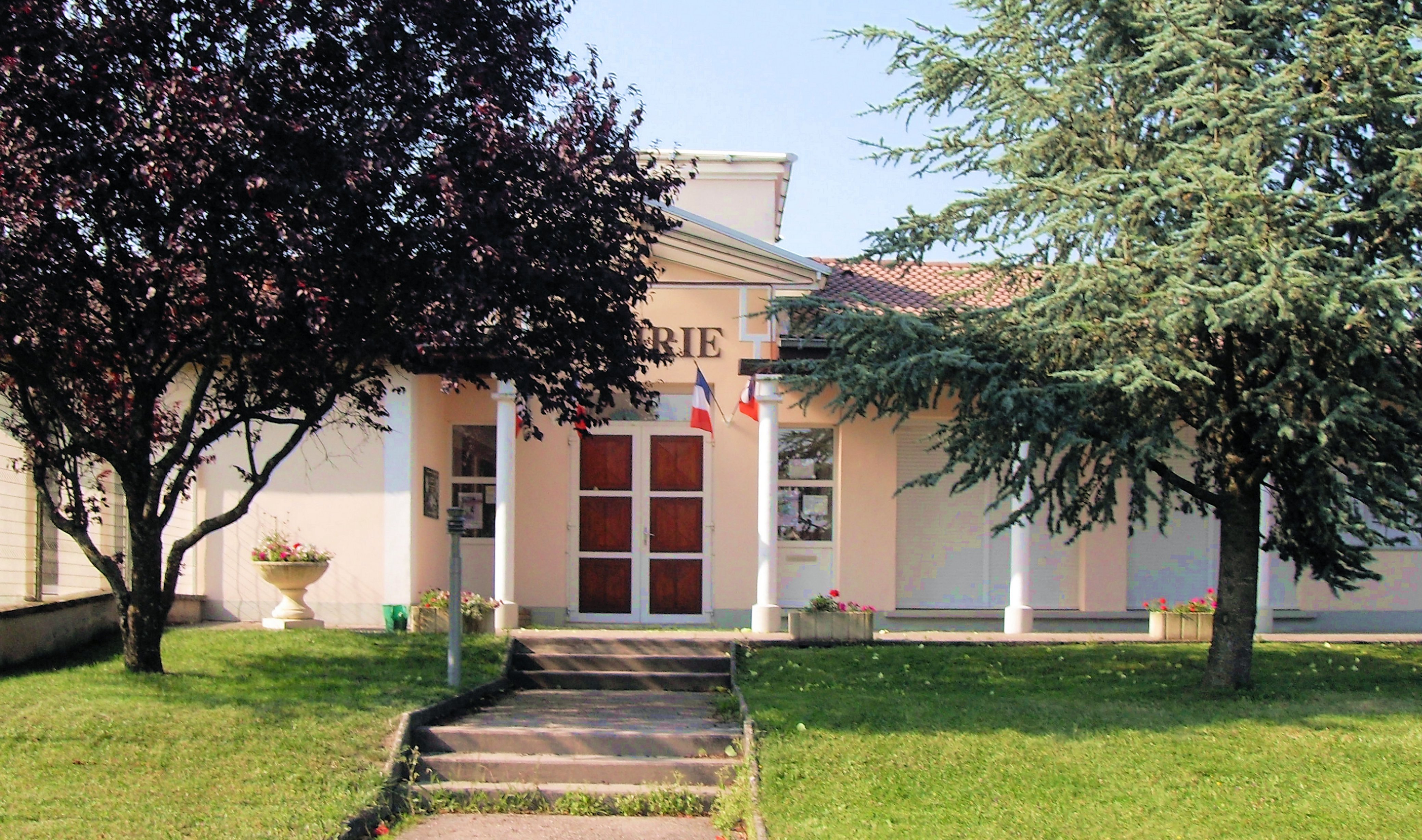
La mairie.

En 2022, le budget de la commune était constitué ainsi :
- total des produits de fonctionnement : 339 000 €, soit 847 € par habitant ;
- total des charges de fonctionnement : 256 000 €, soit 640 € par habitant ;
- total des ressources d'investissement : 29 000 €, soit 72 € par habitant ;
- total des emplois d'investissement : 128 000 €, soit 321 € par habitant ;
- endettement : 147 000 €, soit 387 € par habitant.

Avec les taux de fiscalité suivants :
- taxe d'habitation : 10,86 % ;
- taxe foncière sur les propriétés bâties : 37,76 % ;
- taxe foncière sur les propriétés non bâties : 22,04 % ;
- taxe additionnelle à la taxe foncière sur les propriétés non bâties : 0,00 % ;
- cotisation foncière des entreprises : 0,00 %.

Chiffres clés Revenus et pauvreté des ménages en 2021 : médiane en 2021 du revenu disponible, par unité de consommation : 24 130 €.

## Population et société

### Démographie

#### Évolution démographique
L'évolution du nombre d'habitants est connue à travers les recensements de la population effectués dans la commune depuis 1793. Pour les communes de moins de 10 000 habitants, une enquête de recensement portant sur toute la population est réalisée tous les cinq ans, les populations de référence des années intermédiaires étant quant à elles estimées par interpolation ou extrapolation. Pour la commune, le premier recensement exhaustif entrant dans le cadre du nouveau dispositif a été réalisé en 2005.

En 2022, la commune comptait 378 habitants, en évolution de −6,44 % par rapport à 2016 (Vosges : −2,96 %, France hors Mayotte : +2,11 %).
| 1793 | 1800 | 1806 | 1821 | 1831 | 1836 | 1841 | 1846 | 1856 |
| ---- | ---- | ---- | ---- | ---- | ---- | ---- | ---- | ---- |
| 230  | 273  | 282  | 321  | 338  | 359  | 390  | 422  | 435  |

| 1861 | 1866 | 1876 | 1881 | 1886 | 1891 | 1896 | 1901 | 1906 |
| ---- | ---- | ---- | ---- | ---- | ---- | ---- | ---- | ---- |
| 425  | 410  | 401  | 381  | 380  | 359  | 403  | 340  | 315  |

| 1911 | 1921 | 1926 | 1931 | 1936 | 1946 | 1954 | 1962 | 1968 |
| ---- | ---- | ---- | ---- | ---- | ---- | ---- | ---- | ---- |
| 298  | 249  | 243  | 210  | 207  | 196  | 253  | 235  | 253  |

| 1975 | 1982 | 1990 | 1999 | 2005 | 2006 | 2010 | 2015 | 2020 |
| ---- | ---- | ---- | ---- | ---- | ---- | ---- | ---- | ---- |
| 209  | 345  | 351  | 350  | 401  | 409  | 383  | 405  | 380  |

| 2022 | - | - | - | - | - | - | - | - |
| ---- | - | - | - | - | - | - | - | - |
| 378  | - | - | - | - | - | - | - | - |

### Enseignement
Établissements d'enseignements :
- Écoles maternelles et primaires à Hadigny-les-Verrières, Rehaincourt, Châtel-sur-Moselle, Vaxoncourt, Nomexy, Moyemont.
- Collèges à Châtel-sur-Moselle, Thaon-les-Vosges, Rambervillers, Charmes.
- Lycées à Thaon-les-Vosges, Roville-aux-Chênes, Épinal.

### Santé
Professionnels de santé :
- Médecins à Châtel-sur-Moselle, Girmont, Nomexy, Thaon-les-Vosges, Sercoeur.
- Pharmacies à Châtel-sur-Moselle, Nomexy, Thaon-les-Vosges, Portieux, Vincey, Dogneville, Rambervillers.
- Hôpitaux à Châtel-sur-Moselle, Thaon-les-Vosges, Rambervillers.

### Cultes
- Culte catholique, Paroisse Saint-Laurent-des-Trois-Rivières[30], Diocèse de Saint-Dié.

## Économie

### Entreprises et commerces

#### Agriculture
- Culture et élevage associés.
- Élevage d'ovins et de caprins.
- Élevage de chevaux et d'autres équidés.

#### Tourisme
- Hébergements et restauration à Vincey, Épinal, Rambervillers, Saint-Pierremont.

#### Commerces
- Commerces et services de proximité.

## Culture locale et patrimoine

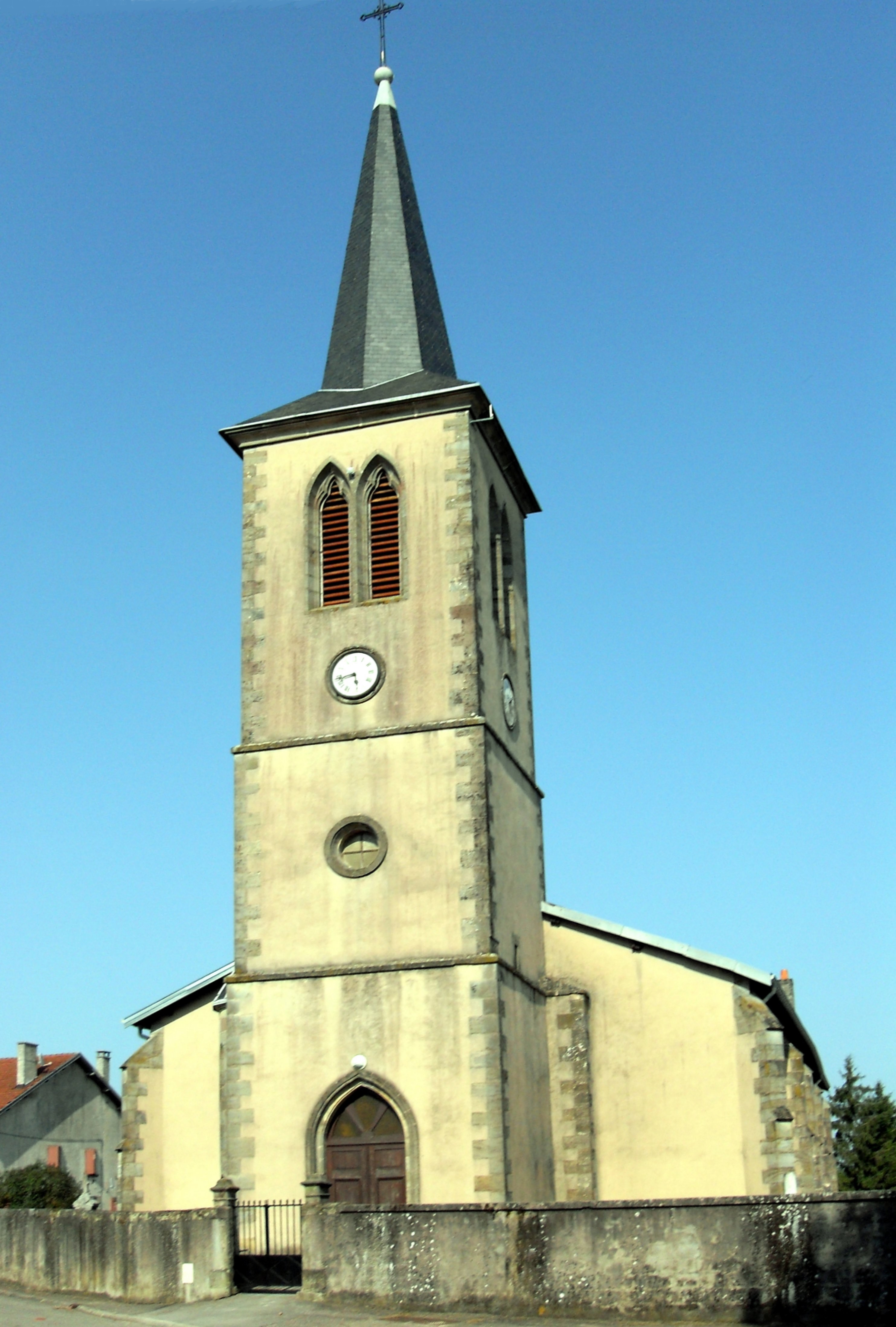
L'église Saint-Martin.
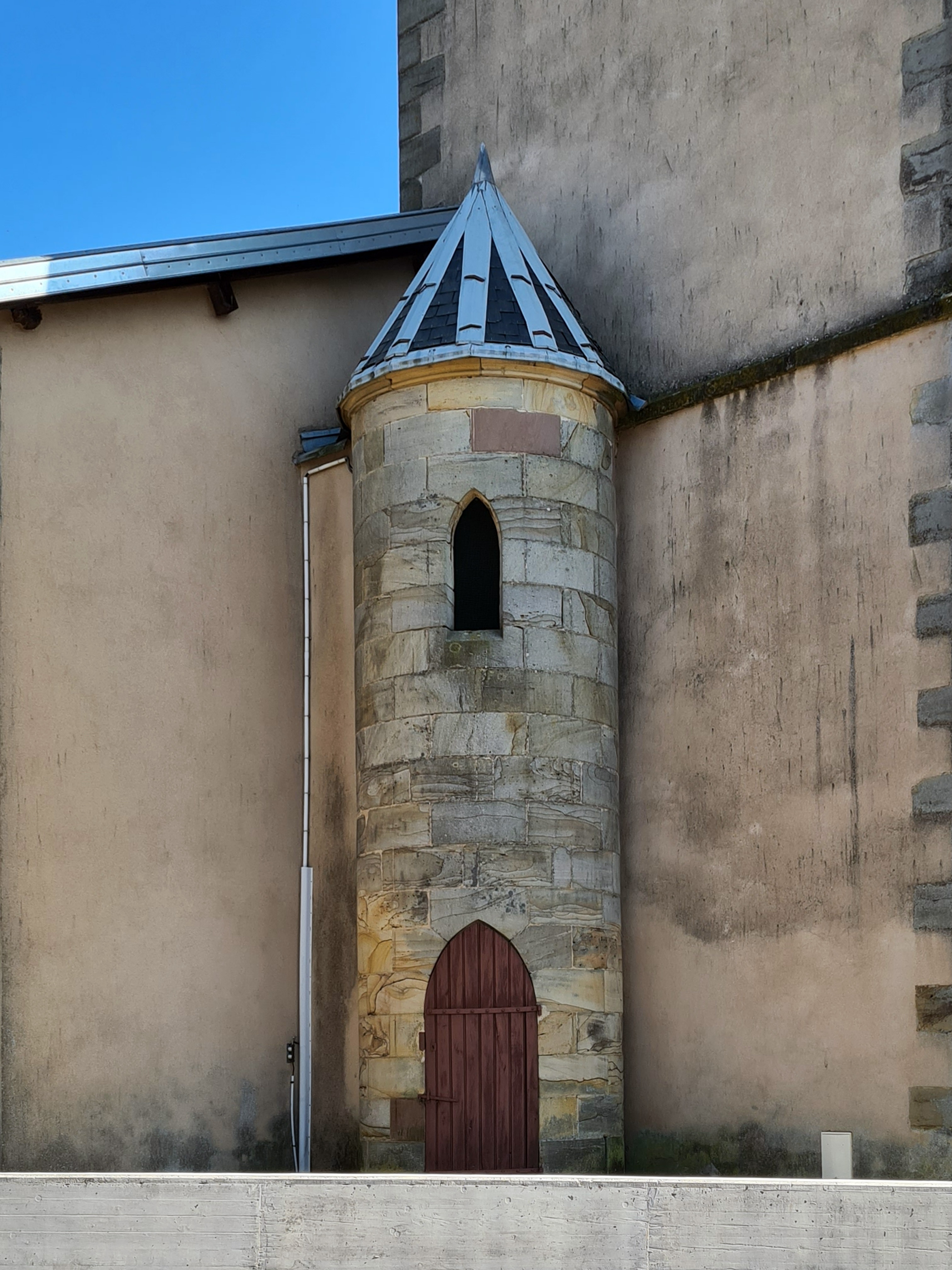
Église Saint-Martin (détail).
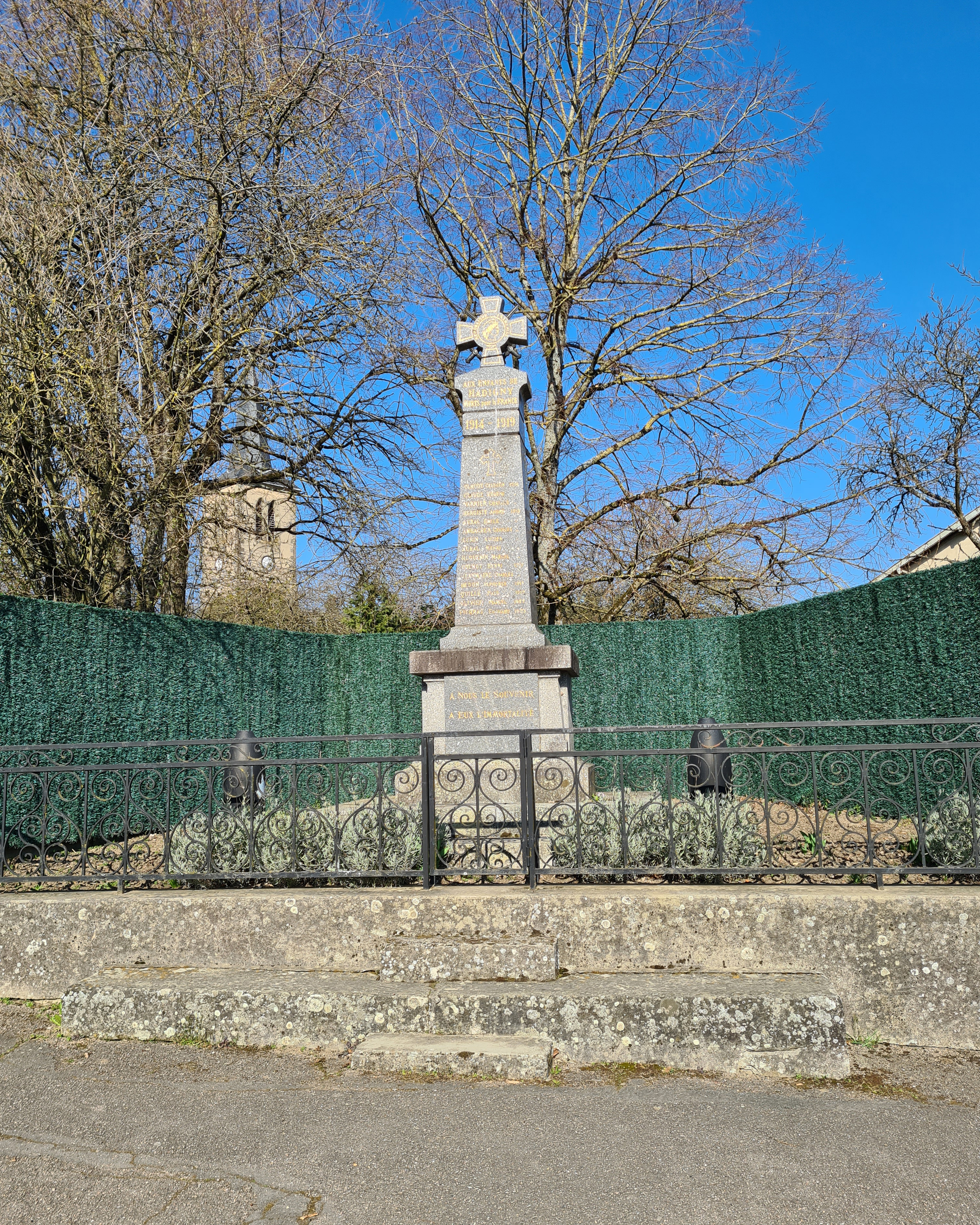
Monument aux morts.
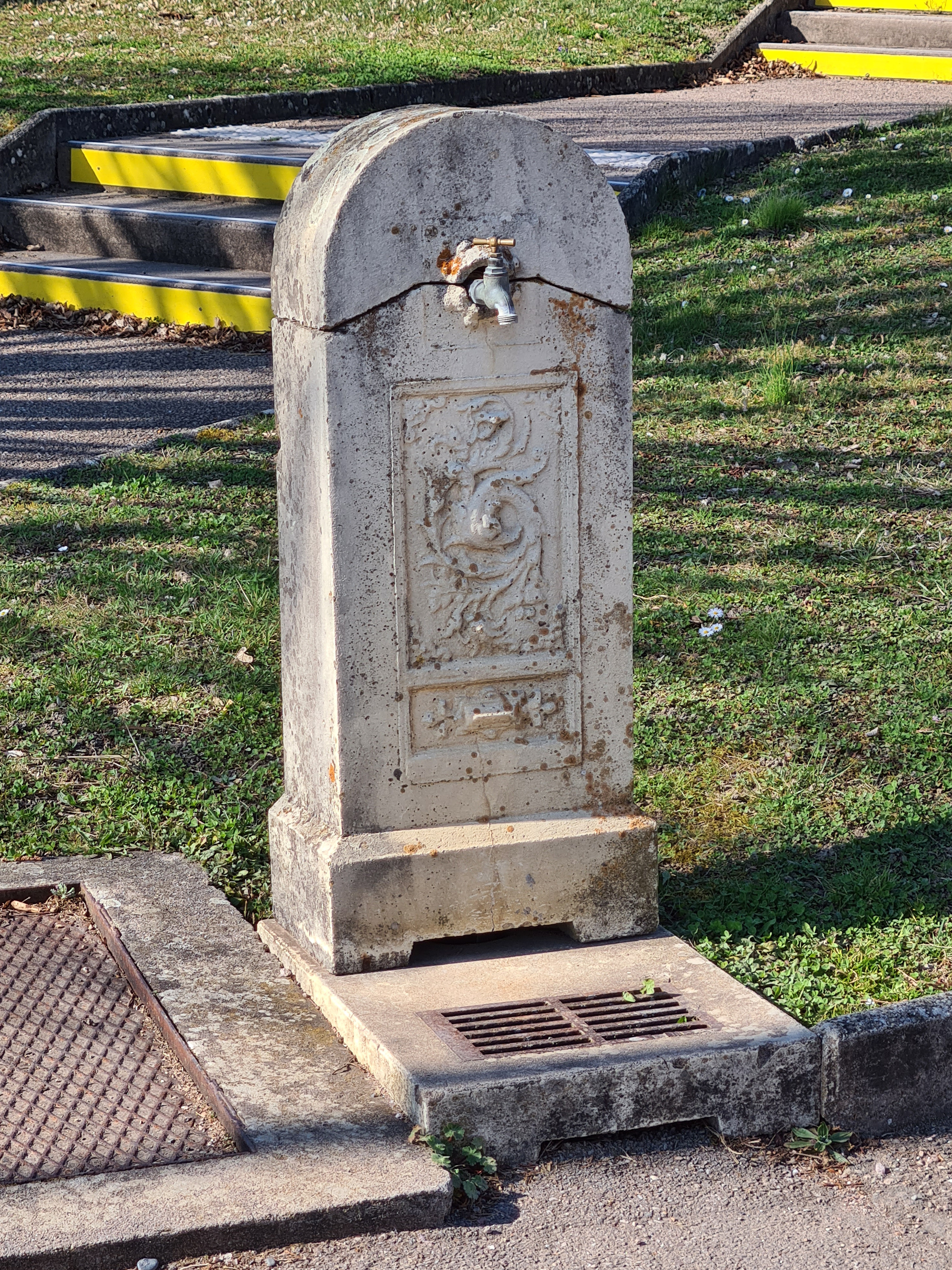
Fontaine.

### Lieux et monuments
- Forêt des Évreux.
- Église Saint-Martin :
  - Elle abrite le monument funéraire d'Humbert des Piliers, seigneur d'Hadigny. Ce gisant de la fin du XVIe siècle est classé monument historique depuis le 26 septembre 1903[31].
  - Un petit retable mobile et son tableau, Saint Martin partageant son manteau signé George I et daté de 1629 s'y trouve également. Il a été classé au titre d'objet le 20 juillet 1966[32].
  - La sacristie accueille un calice du XVIIIe siècle en provenance de l'abbaye d'Étival ; il s'agit d'une coupe nue en argent doré, légèrement évasée, insérée dans une autre faisant corps avec la tige, ornée de rinceaux et d'une couronne fleuronnée. Un nœud ovale est chargé de trois têtes d'anges ailées. Le pied se compose de couronnes concentriques soudées ensemble, la plus grande est décorée d'une frise de fleurs ajourée[33].
- Ferme du XVIIIe siècle à l'emplacement du château dont il ne reste qu'une tour.
- À la sortie du village, la Masse Colombière est un lieu-dit où l'ancienne ferme, datant du XIXe siècle, a été magnifiquement rénovée depuis plus d'une vingtaine d'années.
- Monument aux morts[34] : Conflits commémorés : Guerre 1914-1918.

### Personnalités liées à la commune
- Joseph Piroux (1800-1884), fondateur de l'Institut des sourds et muets à Nancy[35].

### Héraldique
| Blason | Blasonnement : Coupé : au premier parti au I de gueules aux trois piliers d’argent et au II d’azur aux trois cloches d’argent, au second de sinople au rencontre de cerf d’or. Commentaires : Les trois piliers constituent le blason de la famille Des Piliers dont les membres furent seigneurs de Hadigny dès le début du XVIe siècle. Le second quartier, avec les trois cloches, est le blason de la famille De Finance, gentilshommes verriers dans la région en 1492. Enfin, le rencontre de cerf sur fond de sinople rappelle les forêts du secteur particulièrement riches en cervidés. |

## Pour approfondir